# Zeitschrift für Naturforschung B
Die Zeitschrift für Naturforschung B (Englisch: A Journal of Chemical Sciences, Abkürzung: Z. Naturforsch. B) ist eine seit 1946 erscheinende Peer-Review-Fachzeitschrift, die das Fachgebiet Chemie, inklusive Anorganische Chemie, Festkörperchemie, Komplexchemie, Analytische Chemie und Organische Chemie auf Deutsch und Englisch abdeckt.
Die Zeitschrift für Naturforschung B hatte 2019 einen Impact Factor von 0,839. 2014 wurde sie an Stelle 35 von 44 Zeitschriften in der Kategorie „Anorganische & Kernchemie“ geführt.

## Geschichte
Das Magazin wurde 1946 im Institut der Max-Planck-Gesellschaft von Hans Friedrich-Freksa und Alfred Klemm zusammen mit Ludwig Waldmann ursprünglich als Zeitschrift für Naturforschung für die Fachgebiete Chemie, Physik und Biologie gegründet. Die Zeitschrift wurde zunächst von der Dieterich’sche Verlagsbuchhandlung herausgegeben. Nach einem Jahr wurde das Magazin in zwei Teile aufgeteilt: einen für Physik, die Zeitschrift für Naturforschung A und einen für Chemie und Biologie, diese Zeitschrift für Naturforschung B. 1948 wurde ein unabhängiger Verlag, der Verlag der Zeitschrift für Naturforschung, in Tübingen gegründet. Seit 1973 wird die Biologie ebenfalls in einem separaten Teil, der Zeitschrift für Naturforschung C abgehandelt. Alle drei Teile nutzen die gleichen Ausgabenummern, da vorausgesetzt wird, dass sie alle seit dem Jahr 1946 veröffentlicht werden. Als eine der wenigen Ausnahmen unter den naturwissenschaftlichen Fachzeitschriften stellt die Zeitschrift für Naturforschung in ihrem Online-Archiv alle Artikel, die bis 2011 erschienen sind, kostenlos zur Verfügung.
Seit dem Jahr 2015 erscheint die Zeitschrift für Naturforschung beim De Gruyter-Verlag.
Über die Jahre hatte der Teil B verschiedene Titel:
- Zeitschrift für Naturforschung. B, Anorganische, Organische und Biologische Chemie, Botanik, Zoologie und verwandte Gebiete. (1947–1961)
- Zeitschrift für Naturforschung. B, Chemie, Biochemie, Biophysik, Biologie und verwandte Gebiete. (ISSN 0044-3174, 1962–1971)
- Zeitschrift für Naturforschung. Teil B, Anorganische Chemie, Organische Chemie, Biochemie, Biophysik, Biologie. (1972)
- Zeitschrift für Naturforschung. Teil B, Anorganische Chemie, Organische Chemie (ISSN 0340-5087, 1973–1987)
- Zeitschrift für Naturforschung. B, A Journal of Chemical Sciences. (ISSN 0932-0776, 1987–heute)